# Jacques Marie Chottard
 (juillet 2018).
Pour les articles homonymes, voir Chotard.
Jacques Marie Chottard est un homme politique français né le 27 novembre 1759 à Piriac-sur-Mer et mort le 26 juin 1838 à Guérande.

## Biographie
Jacques Marie Chottard est le fils de de François Chottard, greffier des Régaires de Guérande, et Marie Coetdello.
Lieutenant-garde-côtes à Guérande, il devient membre du directoire de la Loire-Inférieure et en est élu député au Conseil des Cinq-Cents le 20 germinal an VI.
Il devient conseiller général et maire de Guérande le 17 germinal an VIII.